# 彩绘天王木俑
彩绘天王木俑，又称彩绘天王踏鬼木俑是吐鲁番市阿斯塔那古墓群出土的唐代随葬木俑，1973年出土。彩绘天王木俑五官夸张、身穿艳丽胄甲，脚踩小鬼，由30多块木料雕刻、粘合后敷彩而成，小到天王的牙齿都可取下。
彩绘天王木俑是截止2018年中国考古发现唯一的木质神煞俑，其精巧程度在新疆出土的镇墓俑中也属罕见。彩绘天王木俑现藏于新疆维吾尔自治区博物馆，被誉为该博物馆镇馆之宝之一。

## 发掘过程
1973年下半年，新疆维吾尔自治区博物馆和西北大学历史系考古专业组成发掘队，对吐鲁番地区阿斯塔那村（今吐鲁番市高昌区三堡乡）以北、公路东部分的阿斯塔那古墓群进行全面发掘。此次发掘工作共发掘墓葬38座，其中彩绘天王木俑出土自206号墓，和其他木俑随葬于甬道两侧的壁龛内。不过由于墓葬遭到破坏，发现时彩绘天王木俑的躯干已被移动到了113号墓（位于206号墓西侧，有其他墓葬将两座墓隔开）的墓口处。

## 文物形制
彩绘天王木俑高86厘米，木俑由最大至躯干，最小至牙齿的超过30块分段雕制，胶合成整体后敷彩而成。木俑雕刻采用浮雕和圆雕结合的手法。天王俑五官夸张、身穿亮甲、纹饰鲜艳，威严不可侵犯。天王右臂上举，微微握拳，左臂曲肘下弯。左脚蹬地，右脚踏在小鬼身上。
天王头无兜鍪，而是将发髻竖于头顶，并系红色发带，另有羽翅状护耳位于耳后。天王眉峰上扬，双目外突，阔口露齿，面部肌肉分明。天王的装束是隋末唐初的典型胄甲，盘领，左右胸各一块绿色圆形护心镜，双肩有虎头状护膊，虎口处有橙红色菱格状内护膊。铠甲底色为红，绘有黄、蓝、绿、黑诸色流云纹牡丹花卉，边缘则以鎏金边装饰。腰带下左右各有一膝裙。小腿缚扎吊腿，外穿黑色彩绘长靴。
天王脚下小鬼由整块木料雕刻而成，在小鬼腹部有卯眼与天王右脚底部的榫头相接。小鬼双手撑地，双腿弯曲，头向一侧扭曲且面露痛苦表情，无精细描饰，头有小红帽，面部墨线勾勒出五官外，全身均为木质本色。

## 相关历史
阿斯塔那古墓群206号墓是为麴氏高昌麴文泰时期的左卫大将军张雄和麴氏夫妇合葬墓，彩绘天王木俑是麴氏的随葬俑。麴氏于唐垂拱四年（688年）逝世，其子张怀寂为送葬母亲，制作众多木俑。张怀寂9岁时跟随高昌王麴智盛进京，成长于长安，深受中原文化影响。同时期中原墓葬，常与镇墓兽一起置于墓中的武士俑逐渐开始由兽首含臂、踏鬼的天王俑所代替，用来保护墓主安宁。天王原型可能是北方毗沙门天王，脚下则可能是名为“耐重”的小鬼。不过中原的镇墓天王俑多为特制的泥塑俑或三彩俑，木俑仅“彩绘天王木俑”一件。